# Arionidae
Famille
Les Arionidae ou Arionidés sont une famille de limaces décrite par John Edward Gray (1800-1875) en 1840.

## Liste des genres
Selon BioLib (11 décembre 2024) :
- genre Ariolimax Mörch, 1859
- genre Arion A. Ferussac, 1819
- genre Ariunculus Lessona, 1881
- genre Binneya J. G. Cooper, 1863
- genre Geomalacus Allman, 1843
- genre Granulilimax Minato, 1989
- genre Hemphillia Bland & Binney, 1872
- genre Letourneuxia Bourguignat, 1866
- genre Prophysaon Bland & W. G. Binney, 1873
- genre Zacoleus Pilsbry, 1903